# Halkbank Ankara (volley-ball masculin)
Pour les articles homonymes, voir Halkbank Ankara.
Halkbank Ankara est un club turc de volley-ball fondé en 1983 et basé à Ankara qui évolue pour la saison 2022-2023 en Efeler Ligi (D1).

## Bilan sportif

### Palmarès
| Compétitions nationales | Compétitions internationales |
| - Championnat de Turquie (9) - Champion : 1992, 1993, 1994, 1995, 1996, 2014, 2016, 2017, 2018. - Vice-champion : 1997, 2005, 2008, 2013, 2015, 2022. - Coupe de Turquie (7) - Vainqueur : 1992, 1993, 1996, 2013, 2014, 2015, 2018. - Finaliste : 1997, 2017, 2021. - Supercoupe de Turquie (4) - Vainqueur : 2013, 2014, 2015, 2018. - Finaliste : 2017. | - Ligue des champions (1) - Finaliste : 2014. - Coupe de la CEV (1) - Vainqueur : 2013. - Challenge Cup masculine (1) - Finaliste : 2022. |

### Bilan par saison
| Saison    | Division | Saison régulière | Phase finale | Coupe de Turquie | Supercoupe de Turquie | Coupes d'Europe                  |
| --------- | -------- | ---------------- | ------------ | ---------------- | --------------------- | -------------------------------- |
| 2015-2016 | 1.Lig    | 1er              | Champion     | non disputé      | Vainqueur             | Playoffs à 6 Ligue des champions |
| 2014-2015 | 1.Lig    | 1er              | Finaliste    | Vainqueur        | Vainqueur             | Playoffs à 6 Ligue des champions |
| 2013-2014 | 1.Lig    | 2e               | Champion     | Vainqueur        | Vainqueur             | Finaliste Ligue des champions    |
| 2012-2013 | 1.Lig    | 2e               | Finaliste    | Vainqueur        | Vainqueur             | Vainqueur Coupe de la CEV        |
| 2011-2012 | 1.Lig    | 3e               | 3e           | 3e               | -                     | Quart de finale Coupe de la CEV  |
| 2010-2011 | 1.Lig    | 3e               | 3e           | 1er tour         | -                     | -                                |
| 2009-2010 | 1.Lig    | 5e               | 5e           | 1/2 finale       | -                     | 2e tour Challenge Cup            |
| 2008-2009 | 1.Lig    | 4e               | 4e           | 1/2 finale       | -                     | Quart de finale Coupe de la CEV  |
| 2007-2008 | 1.Lig    | 1er              | Finaliste    | 1er tour         | -                     | Quart de finale Challenge Cup    |
| 2006-2007 | 1.Lig    | 3e               | 4e           | non disputé      | -                     | 3e Coupe de la CEV               |
| 2005-2006 | 1.Lig    | 1er              | 3e           | non disputé      | -                     | Quart de finale Top Teams Cup    |

## Joueurs et personnalités du club

### Entraîneurs
- 2007-2008 :   Jerzy Strumiłło
- 2008-2009 :  Martin Stoyev
- 2009-2010 :  Flavio Gulinelli
- 2010-janv. 2012 :  Ümit Hızal
- Janv. 2012-2013 :  Veselin Vuković
- 2013-2014 :  Radostin Stoychev
- 2014-2016 :  Lorenzo Bernardi
- 2016-déc. 2016 :  Camillo Placì
- Janv. 2017-2018 :  Slobodan Kovač
- 2018-2019 :  Alberto Giuliani
- 2019-2023 :  Taner Atik
- 2023- :  Slobodan Kovač